# Phaeoura paenulataria
Phaeoura paenulataria är en fjärilsart som beskrevs av Augustus Radcliffe Grote 1863. Phaeoura paenulataria ingår i släktet Phaeoura och familjen mätare. Inga underarter finns listade i Catalogue of Life.